# Koszary Sowińskiego w Kamionce Strumiłowej
Koszary Sowińskiego w Kamionce Strumiłowej – kompleks koszarowy znajdujące się na terenie garnizonu Kamionka Strumiłowa.

## Charakterystyka
Koszary kawaleryjskie w Kamionce Strumiłowej pobudowali Austriacy. Do 1914 kwaterował w nich I dywizjon 9 Galicyjsko-Bukowińskiego pułku dragonów.
Po odzyskaniu niepodległości, kompleks przejęło Wojsko Polskie. W okresie II Rzeczypospolitej zmodernizowano koszary. W 1935 w skład kompleksu wchodziły między innymi: piętrowy budynek dowództwa, wzniesiona w 1932 kryta ujeżdżalnia, przy drodze dwa budynki parterowe – stajnia dowództwa i wartownia, dalej – trzy piętrowe bloki koszarowe, pięć stajni, za nimi: kuźnia-warsztat, działownia, wozownia i garaż.
Przy południowej pierzei placu, kolejno w kierunku drogi znajdowały się: stajnia chorych koni, magazyn mobilizacyjny, ambulans weterynaryjny i piętrowy budynek mieszkalny dla kadry oficerskiej. 

Kwaterował w nich między innymi 13 dywizjon artylerii konnej. W maju 1939 do Kamionki przeniesiono szwadron zapasowy 20 pułku ułanów im. Króla Jana III Sobieskiego i zdecydowano o przeprowadzce reszty pułku tamże do marca 1940.
Do czasów współczesnych (2019) nie zachował się żaden z budynków wybudowanych w latach 30. XX w. Zachowała się jednak stara zabudowa koszar – budynki pochodzenia austro-węgierskiego. W 2019 w kompleksie kwaterował ukraiński 540 pułk przeciwlotniczy.